# Alphonse Royen
Alphonse Royen (Blieberg, 7 januari 1938) is een voormalig Belgisch senator.

## Levensloop
Royen werd onderwijzer en onderwees enkele jaren in Zaïre.
Na zijn terugkeer naar België werd hij in 1973 actief als fabrieksarbeider en als sociaal onderwijzer. Hij werd ook werkzaam op de Dienst van Wateren en Bossen.
Als militant van de partij Ecolo was hij een van de medeoprichters van de partijafdeling in het arrondissement Verviers. In 1981 werd hij voor de partij verkozen in de Belgische Senaat als rechtstreeks gekozen senator voor het arrondissement Verviers. In december 1982 verliet hij echter de Senaat al omdat hij ontevreden was over het beleid van Ecolo in het parlement. Hierdoor zetelde hij van 1981 tot 1982 eveneens in de Waalse Gewestraad en de Raad van de Franse Gemeenschap.